# 粛寧県
粛寧県（しゅくねい-けん）は中華人民共和国河北省滄州市に位置する県。

## 歴史
1005年（景徳2年）、宋代により設置された粛寧城を前身とする。金代になると粛寧県と改編された。1265年（至元2年）、モンゴル帝国（後の元代）は粛寧県を廃止され、管轄区域は河間県に編入されたが、まもなく再設置された。
1958年に廃止され河間県に編入されたが、1962年に再設置され現在に至る。

## 行政区画
- 鎮:粛寧鎮、梁家村鎮、窩北鎮、尚村鎮、万里鎮、師素鎮、付家佐鎮、河北留善寺鎮
- 郷:邵荘郷